# Freaky Styley
Freaky Styley ist das zweite Musikalbum der Red Hot Chili Peppers und wurde von George Clinton 1985 produziert. Das Album schaffte nie den Eintritt in die Billboard 200 Charts. Der Funk, früher wesentliches Element der Red Hot Chili Peppers, ist substanzieller Bestandteil dieser CD. Es sind komplette Bläsersätze zu hören, an denen auch Flea – eigentlich gelernter Trompeter – mitwirkt.
Eine Kuriosität: Als George Clinton mit den Aufnahmen der CD im vollen Gange war, klingelte ein Drogendealer an der Tür. Clinton hatte nicht genug Geld für die Drogen und so einigten sich die beiden, dass der Dealer vor „Yertle the Turtle“ völlig unzusammenhängend mit dem Rest des Liedes die Worte: Look at that turtle go, bro... singen durfte.

## Titelliste
Alle Lieder geschrieben von Michael Balzary, Hillel Slovak, Anthony Kiedis, Cliff Martinez, außer anderweitig angegeben.
1. Jungle Man – 4:09
2. Hollywood (Africa) (geschrieben von The Meters) – 5:03
3. American Ghost Dance – 3:51
4. If You Want Me to Stay (geschrieben von Sylvester "Sly" Stone) – 4:07
5. Nevermind – 2:47
6. Freaky Styley – 3:39
7. Blackeyed Blonde – 2:40
8. The Brothers Cup – 3:27
9. Battle Ship – 1:53
10. Lovin' and Touchin – 0:36
11. Catholic School Girls Rule – 1:55
12. Sex Rap – 1:54
13. Thirty Dirty Birds – 0:14
14. Yertle the Turtle – 3:46

2003 Remastered Version Bonus Tracks
1. Nevermind (demo) (Flea, Kiedis, Irons, Slovak) – 2:17
2. Sex Rap (demo) (Flea, Kiedis, Irons, Slovak) – 1:37
3. Freaky Styley (original long version) (Flea, Kiedis, Martinez, Slovak) – 8:49
4. Millionaires Against Hunger (Flea, Kiedis, Martinez, Slovak) – 3:28